# Kartoffelbefehl

Friedrich II. inspiziert auf einer seiner Inspektionsreisen die Kartoffelernte („Der König überall“, Gemälde von Robert Warthmüller).

Kartoffelbefehl, auch Kartoffelerlass, ist eine Bezeichnung für Anordnungen, Rundschreiben und Verordnungen Friedrichs II. von Preußen an die Beamten seiner Provinzen, in denen er sich bemühte, den Anbau der Kartoffel in den preußischen Provinzen durchzusetzen. Es sind 15 solcher „Kartoffelbefehle“ bekannt; der erste wurde 1746 anlässlich einer Hungersnot in Pommern erlassen. Darüber hinaus ließ er die Verbreitung der Kartoffeln durch die Pastoren befördern, die als „Knollenprediger“ neue Erkenntnisse weitergaben und zum Anbau rieten. Zur Kontrolle der Umsetzung forderte er von seiner Verwaltung Tabellen ein, die über Erfolg und Misserfolg Auskunft gaben.
Für Schlesien lautete das erste Schreiben vom 24. März 1756 wie folgt:

„Circulare an sämtliche Landräte und Beamte wegen Anbauung der Tartoffeln
Es ist von uns in höchster Person in unseren anderen Provinzen die Anpflanzung der sog. Tartoffeln, als ein sehr nützliches und sowohl für Menschen als Vieh auf sehr vielfache Weise dienliches Erd-Gewächse, ernstlich anbefohlen. Da Wir nun bemerkt, daß man sich in Schlesien mit Anziehung dieses Gewächses nicht sonderlich abgibt; als [darum] habt ihr denen Herrschaften und Untertanen den Nutzen von Anpflanzungen dieses Erd-Gewächses begreiflich zu machen, und denselben anzuraten, daß sie noch dieses Frühjahr die Pflanzung der Tartoffeln, als einer sehr nahrhaften Speise, unternehmen müssen, besonders dadurch die armen Bauern und Untertanen in den Stand gesetzt werden, manchen Scheffel Korn mehr zu verkaufen, welchen sie sonst zum Brote anwenden müssen, mithin ihrer [ihnen] die Unterhaltung ihrer Familien, und Abführung ihrer praestandoren [Verpflichtungen] leichter fallen wird, indem diese Frucht bekanntermaßen sich sehr vermehrt, man auf gleichem Terrain von keinem Gewächse mehr, als den Kartoffeln gewinnen kann, wie dann auch die Domina [Gutsherren] und Untertanen finden werden, daß sie von der Erziehung dieses Erd-Gewächses, teils dadurch, daß sie solches selbst konsumieren, und dabei viel Getreide zu menagieren [sparen] im Stande gelangen, teils aber auch durch deren Verkauf und Führung zu Markte sehr guten Nutzen haben können, und müssen übrigens diejenige Örter, die zur Zeit noch mit gar keinen Tartoffeln versehen, von andern Orten sich dergleichen zur Saat anschaffen.“

In einem zweiten für Schlesien bestimmten Schreiben vom 5. April 1757 wird vermerkt, dass es an „Kenntnis fehle, wie diese Tartoffeln anzupflanzen“, und wozu sie zu verwenden sind. Deswegen wird eine lange Anleitung gegeben über geeigneten Boden, Bodenbearbeitung, Auspflanzen der Kartoffeln und Verwendung für die menschliche Ernährung sowie als Viehfutter. Beschrieben werden Mischbrot aus Kartoffelmehl und Roggen, Kartoffelpüree (noch ohne Milch), Kartoffeln als Beilage zu Fleisch, Gewinnung von Kartoffelstärke (für „Puder“ und die „besten Kuchen“) und für „arme Leute“ Pellkartoffeln mit Salz. Weiter heißt es:

„Wo nur ein leerer Platz zu finden ist, soll die Kartoffel angebaut werden, da diese Frucht nicht allein sehr nützlich zu gebrauchen, sondern auch dergestalt ergiebig ist, daß die darauf verwendete Mühe sehr gut belohnt wird. […] Übrigens müßt ihr es beym bloßen Bekanntwerden der Instruction nicht bewenden, sondern durch die Land-Dragoner und andere Creißbediente Anfang May revidieren lassen, ob auch Fleiß bey der Anpflantzung gebraucht worden, wie Ihr denn auch selbst bey Euren Bereysungen untersuchen müsset, ob man sich deren Anpflantzung angelegen seyn lasse.“

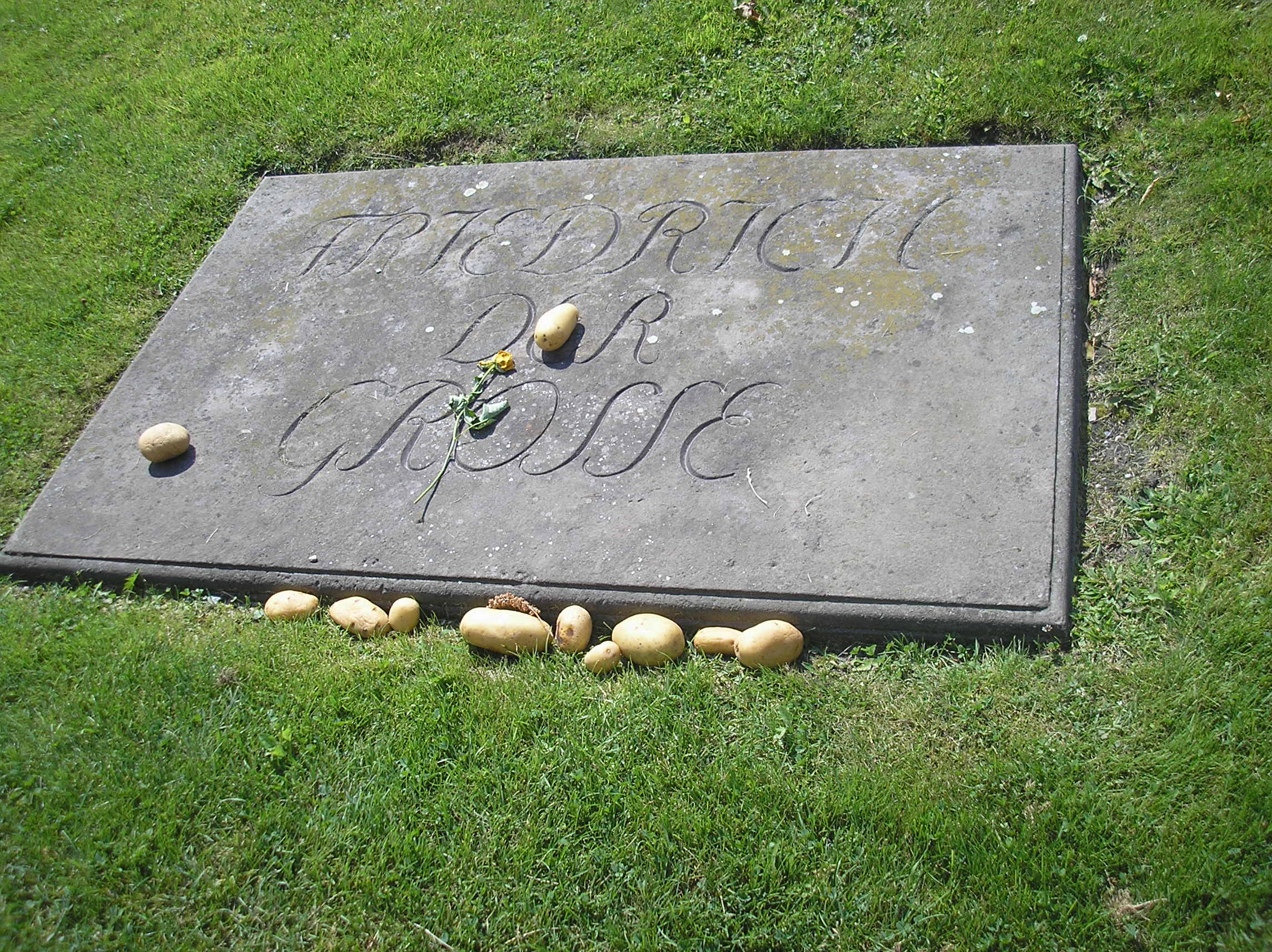
Grabstein Friedrichs des Großen mit darauf und darum gelegten Kartoffeln

Friedrich sah in den Kartoffeln folgende Vorteile: Keine hohen Ansprüche an den Boden, nahrhafte Speise für Mensch und Vieh und sie vertragen Nässe besser als Getreide.
Eine Legende besagt, Bauern hätten mangels Unterweisung die Samen oder die Pflanzen gekocht, anstatt der Knollen und sich daraufhin geweigert, diese anzubauen. Der König habe nun auf seinen Gütern Kartoffeln anbauen und diese von Soldaten bewachen lassen. Das wiederum hätte die Bauern der Gegend neugierig gemacht und auf Nachfragen hätten sie die Auskunft bekommen, dass auf dem jeweiligen Acker der König Knollenfrüchte für die königliche Tafel anbauen ließe. Die Soldaten seien zum Schutz der wertvollen Erdknollen abgestellt und hätten die Aufgabe jeden Diebstahl zu unterbinden. Angeblich schlichen die Bauern in den Nächten zu den Äckern und stahlen die Kartoffelsaat, um sie auf den eigenen Äckern anzupflanzen und die Wachsoldaten hätten dies auftragsgemäß übersehen. In Erinnerung an den Kartoffelbefehl legen Besucher heute auf dem Grab Friedrichs des Großen in Sanssouci oft Kartoffeln nieder.

## Weitere ähnliche Befehle
Im Jahr 2015 wurde in China von der Regierung eine Anordnung getroffen, die an den Kartoffelbefehl Friedrichs des Großen erinnert, ohne jedoch von ihm abgeleitet worden zu sein, weil offenbar der Wasserverbrauch für die Weizen- und Reispflanzen zu groß geworden ist. Zugleich zwingt das Bevölkerungswachstum zu Alternativen, um die Ernährung der Menschen gewährleisten zu können. Im Unterschied zum Preußen Friedrichs des Großen ist die Knollenfrucht in China durchaus als Nutzpflanze im Gebrauch, wenn auch als Gemüse, jedoch nicht als Sättigungsbeilage.